# Egységszaporítás
Az egységszaporítás vagy a Boolean korlátozás szaporítás (Boolean Constraint propagation, BCP) vagy az egy literál szabály (one literal rule, OLR) az automatizált tételbizonyítás olyan algoritmusa, amely képes egyszerűsíteni a (általában ítéletlogikai) klózok halmazát.

## Definíció
Az eljárás egységklózokon alapul, azaz olyan klózokon, amelyek egyetlen literálból állnak, konjunktív normálformában. Mivel minden egyes klóznak teljesülnie kell, tudjuk, hogy ennek a literálnak igaznak kell lennie. Ha a klózok halmaza tartalmazza az {\displaystyle l} egységklózt, a többi klózt a következő két szabály alkalmazásával egyszerűsítjük:
1. minden klóz (kivéve magát az egységklózt), amely tartalmazza {\displaystyle l}-t törlésre kerül (a klóz teljesül, ha {\displaystyle l} is);
2. minden olyan klózban, amely tartalmazza {\displaystyle \neg l}-t, ezt a literált töröljük ({\displaystyle \neg l} ugyanis nem tud hozzájárulni az kielégíthetőséghez).

E két szabály alkalmazása egy új klózkészletet eredményez, amely egyenértékű a régivel.
Például a következő klózhalmaz egyszerűsíthető egységszaporítással, mert tartalmazza az {\displaystyle a} klózt.
{\displaystyle \{a\vee b,\neg a\vee c,\neg c\vee d,a\}}
Mivel {\displaystyle a\vee b} tartalmazza az {\displaystyle a} literált, ez a klóz teljesen eltávolítható. Mivel {\displaystyle \neg a\vee c} tartalmazza az egységklózban szereplő literál tagadását, ez a literál eltávolítható a klózból. Az {\displaystyle a} klóz nincs eltávolítva; így a kapott halmaz nem egyenértékű az eredetivel; ez a klóz eltávolítható, ha már más formában van tárolva (lásd a #Részleges modell használata szakaszt). Az egységszaporítás hatása a következőképpen foglalható össze.
| {\displaystyle \{} | {\displaystyle a\vee b,}     | {\displaystyle \neg a\vee c,} | {\displaystyle \neg c\vee d,} | {\displaystyle a} | {\displaystyle \}} |
|                    | ( {\displaystyle a} törölve) | (eltávolítva)                 | (változatlan)                 | (változatlan)     |                    |
| {\displaystyle \{} |                              | {\displaystyle c,}            | {\displaystyle \neg c\vee d,} | {\displaystyle a} | {\displaystyle \}} |

Az így kapott klózok halmaza {\displaystyle \{c,\neg c\vee d,a\}} egyenértékű a fentiekkel. Az új egységklóz {\displaystyle c}, amely az egységszaporítás eredménye, felhasználható az egységszaporítás egy további alkalmazásához, amely átalakítja a {\displaystyle \neg c\vee d} klózt {\displaystyle d}-re.
Nézzünk még egy példát. A következő klózhalmaz egyszerűsíthető egységszaporítással, mert tartalmazza a {\displaystyle \neg a} klózt.
{\displaystyle \{a\vee b,\neg a\vee c,\neg c\vee d,\neg a\}}
| {\displaystyle \{} | {\displaystyle a\vee b,} | {\displaystyle \neg a\vee c,}     | {\displaystyle \neg c\vee d,} | {\displaystyle \neg a} | {\displaystyle \}} |
|                    | (eltávolítva)            | ( {\displaystyle \neg a} törölve) | (változatlan)                 | (változatlan)          |                    |
| {\displaystyle \{} | {\displaystyle b,}       |                                   | {\displaystyle \neg c\vee d,} | {\displaystyle \neg a} | {\displaystyle \}} |

Az így kapott klózok halmaza {\displaystyle \{b,\neg c\vee d,\neg a\}} egyenértékű a fentiekkel. Az új egységklóz {\displaystyle b}, amely az egységszaporítás eredménye, ezen már nem tudunk egységszaporítást végezni, így ebben az esetben {\displaystyle \{b,\neg c\vee d,\neg a\}} marad a klózhalmaz.

## Az egységszaporítás és a rezolúció
Az egységszaporítás második szabálya a rezolúció egy korlátozott formájának tekinthető, amelyben a két rezolvens közül az egyiknek mindig klóznak kell lennie. A rezolúcióhoz hasonlóan az egységszaporítás is helyes következtetési szabály, mivel soha nem hoz létre olyan új klózt, amelyet a régiek nem vonnak maguk után. Az egységszaporítás és a rezolúció közötti különbségek a következők:
1. a rezolúció egy teljes cáfolási eljárás, míg az egységszaporítás nem az; más szóval, még ha a klózok egy halmaza ellentmondásos is, az egységszaporítás nem hozhat létre ellentmondást;
2. két rezolvált klózt általában nem lehet eltávolítani, miután a generált klózt hozzáadták a halmazhoz; ezzel szemben az egységszaporításban részt vevő nem egységklóz eltávolítható, amikor az egyszerűsítése hozzáadódik a halmazhoz;
3. a rezolúció általában nem tartalmazza az egységszaporításban használt első szabályt.

A rezolúciót tartalmazó hierarchiaszámítások modellezhetik az egyes szabályt alárendeléssel, a második szabályt pedig egy egységnyi rezolúciós lépéssel, majd ezt alárendeléssel.
Az egységszaporítás, amelyet ismételten alkalmaznak, amikor új egységklózokat generálnak, egy teljes kielégíthetőségi algoritmus a Horn-klózok halmazaira; ha kielégíthető, akkor egy minimális modellt is generál a halmazra: lásd Horn-kielégíthetőség.

## Részleges modell használata
Az egység klózok, amelyek egy klózkészletben szerepelnek vagy abból származtathatók, egy modell részleges formájában tárolhatók (ez a részleges modell az alkalmazástól függően más literálokat is tartalmazhat). Ebben az esetben az egységszaporítás a részleges modell literáljai alapján történik, és az egységklózok eltávolításra kerülnek, ha a literáljuk szerepel a modellben. A fenti példában az {\displaystyle a}  egységklózt hozzá kell adni a részleges modellhez; a klóz egyszerűsítése ezután a fentiek szerint történne, azzal a különbséggel, hogy az egységklóz {\displaystyle a} most eltávolításra került a halmazból. Az így kapott klózhalmaz a részleges modellben szereplő literálok érvényességének feltételezése mellett egyenértékű az eredetivel.

## Bonyolultság
Az egységszaporítás közvetlen megvalósítása az ellenőrizendő halmaz teljes méretében négyzetes időigényű, amely az összes klóz méretének összege, ahol az egyes klózok mérete a bennük szereplő literálok száma.
Az egységszaporítás azonban lineáris idő alatt is elvégezhető, ha minden egyes változóhoz tároljuk azoknak a klózoknak a listáját, amelyekben az egyes literálok szerepelnek. A fenti halmaz például úgy ábrázolható, hogy az egyes klózokat a következőképpen számozzuk:
{\displaystyle \{1:a\vee b,2:\neg a\vee c,3:\neg c\vee d,4:a\}}
majd minden egyes változóhoz tárolja a klózok listáját, amelyek tartalmazzák a változót vagy negáltját:
{\displaystyle a:1\ 2\ 4}
{\displaystyle b:1}
{\displaystyle c:2\ 3}
{\displaystyle d:3}
Ez az egyszerű adatszerkezet a halmaz méretével lineárisan megegyező idő alatt építhető fel, és nagyon könnyen lehetővé teszi a változót tartalmazó összes klóz megtalálását. Egy literál egységszaporítása hatékonyan elvégezhető úgy, hogy csak a literál változóit tartalmazó klózok listáját vizsgáljuk át. Pontosabban, a teljes futási idő az egységszaporítás elvégzéséhez az összes egységklóz esetében lineárisan arányos a klózok halmazának méretével.

## Lásd még
- Kürt kielégíthetőség
- Horn-Klóz
- Automatizált tételbizonyítás
- DPLL algoritmus

## Fordítás
- Ez a szócikk részben vagy egészben  az   Unit propagation című angol Wikipédia-szócikk ezen változatának fordításán alapul.  Az eredeti cikk szerkesztőit annak laptörténete sorolja fel. Ez a jelzés csupán a megfogalmazás eredetét és a szerzői jogokat jelzi, nem szolgál a cikkben szereplő információk forrásmegjelöléseként.